# 小行星3284
小行星3284（3284 Niebuhr）是一颗围绕太阳公转的小行星。1953年7月13日，雅各布斯·阿爾伯特·布魯爾（Jacobus Albertus Bruwer）在约翰内斯堡发现了此天体。
該小行星以美國神學家雷茵霍爾德·尼布爾命名。
这颗小行星的绝对星等为259.3746022260727等。